# 北山湿地
北山湿地（きたやましっち）は、愛知県岡崎市池金町にある湿原。26.6ヘクタールに及ぶ市内最大の湿地群である。岡崎市および愛知県の天然記念物に指定されている。また、環境省による「日本の重要湿地500」に選定されている。

## 概要

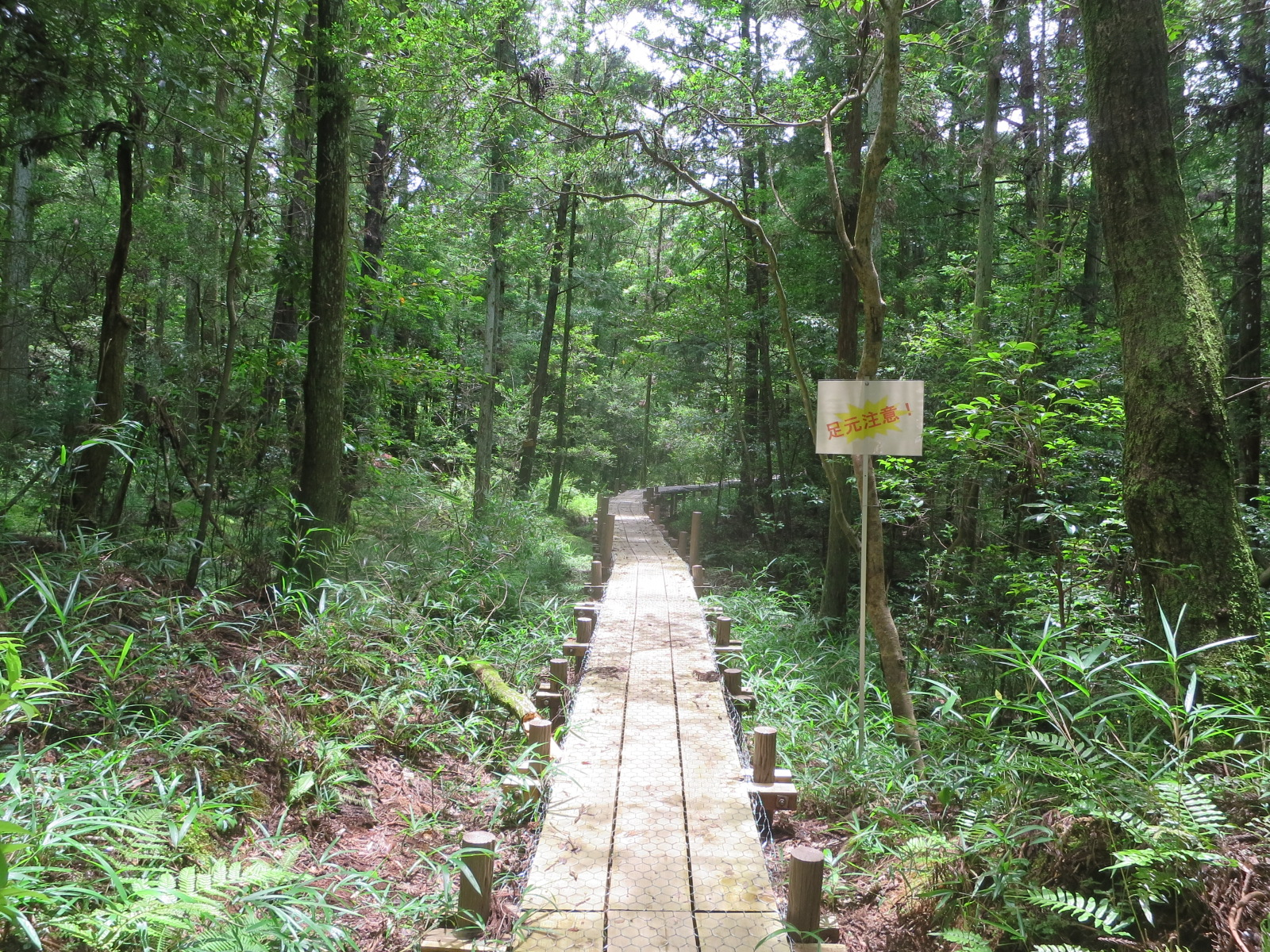
やなが沢池付近の遊歩道

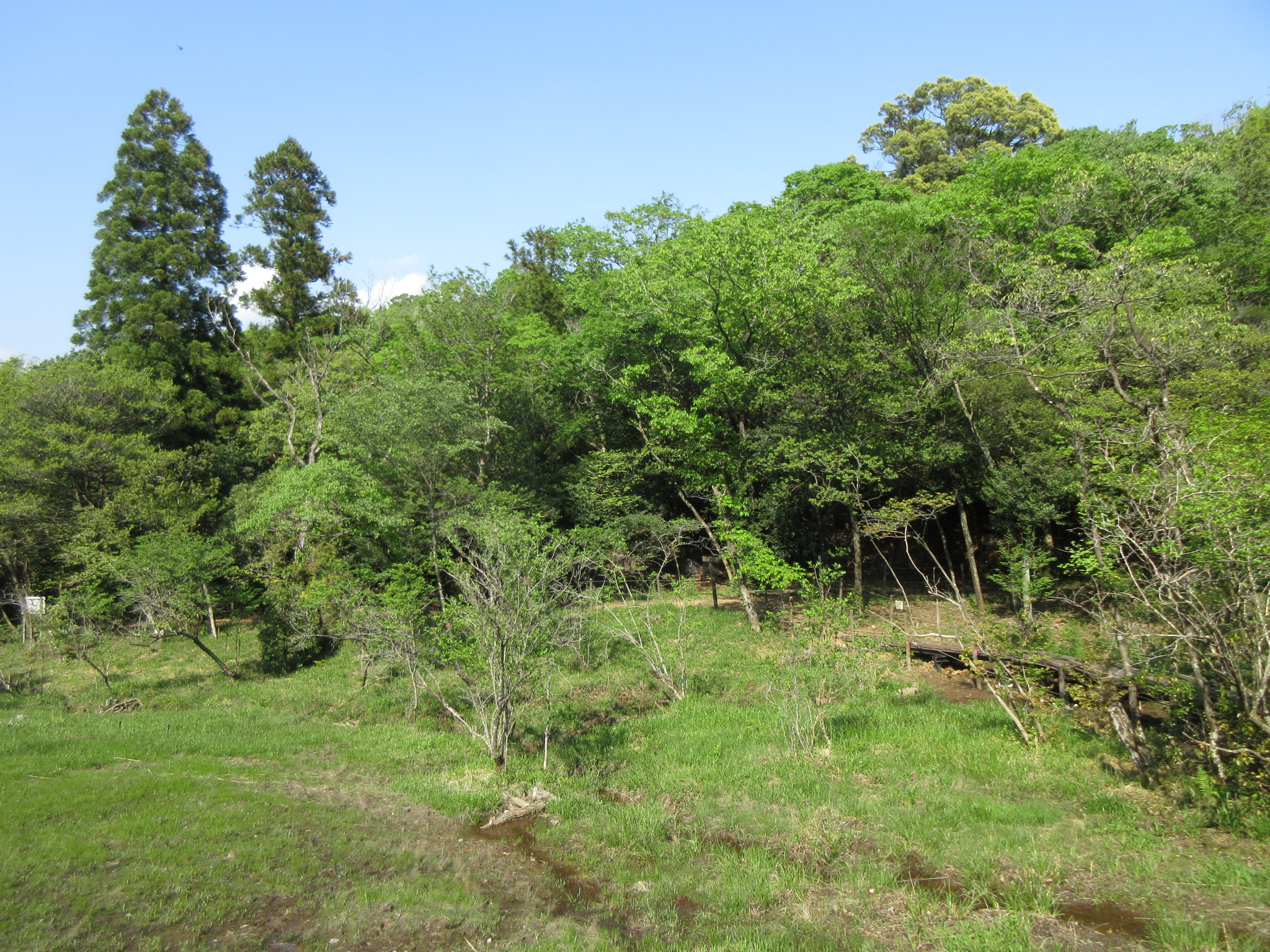
北山湿地

乙川の支流立川の水源地に近接し、周囲を標高170～190メートルの丘陵地に囲まれた谷間にある。市指定の希少野生動植物種のギフチョウはここにしか生息していない。ヒナノシャクジョウやムラサキミミカキグサの県内有数の群生地でもある。日本最小の赤トンボであるハッチョウトンボが多く見られることでも知られる。
1979年（昭和54年）、乱開発防止と水資源の確保のため市が購入。1980年（昭和55年）、愛知県農地林務部の調査を受けたのち「北山湿地」と命名された。2000年（平成12年）から市職員や市民ボランティアが毎月、間伐や下草刈りなどの保全活動を続けている。2007年（平成19年）3月17日、北山湿地の自然を守るため、ボランティア団体「おかざき湿地保護の会」が設立。2009年（平成21年）2月27日には市の自然環境保護区に指定され、動物の捕獲や植物の採取などが規制されることとなった。
2016年（平成28年）6月30日、市の天然記念物に指定された。
2017年（平成29年）2月10日、県の天然記念物に指定された。
2019年（令和元年）6月4日、「おかざき湿地保護の会」が環境大臣賞（地域環境美化功績者表彰）を受賞した。
2022年（令和4年）4月、市は、愛知県立岡崎高等学校と包括協定「湿地再生プロジェクト」を結んだ。両者は毎月、保全活動を実施。同年8月20日、同校生徒8人は北山湿地を訪れ、サギソウの花を20本発見した。サギソウは県の絶滅危惧種に指定されており、市動植物調査会の2005年報告書には「40年ほど前までサギソウの開花が見られたが、（湿地が）森林化してしまい、今は見られない」との記載がある。生徒たちに同行した愛知教育大学の渡邊幹男教授は遺伝子解析を行い、その結果、野生種であることが確認された。

## 生育する主な植物
オオミズゴケ、ミカヅキグサ、ヌマガヤ、ヤマドリゼンマイ、モウセンゴケ、トウカイコモウセンゴケ、ムラサキミミカキグサ、トキソウ、ミズギク、ハルリンドウ、コミゾソバ、ナンカイイワカガミ、ヒメカンアオイ、コバノミツバツツジ、ヤブツバキ、ヒナノシャクジョウ、アキノギンリョウソウ、シロバナカザグルマ、ヘビノボラズ、サクラバハンノキ

## 生息する主な動物
ギフチョウ、ハッチョウトンボ、シマアメンボ、ホトケドジョウ、ヒメタイコウチ、ムカシヤンマ、トラフシジミ、アズマヒキガエル、ミカワオサムシ、キビタキ、ナガコガネグモ